# Betsy Saina
Betsy Saina (née le 30 juin 1988) est une athlète kényane, spécialiste des courses de fond.

## Biographie
Le 20 mars 2016, Saina se classe 7edes championnats du monde en salle de Portland sur le 3 000 m .
Le 8 avril 2018, elle remporte le Marathon de Paris en 2 heures et 22 minutes.

### Palmarès
| Date | Compétition                    | Lieu           | Résultat | Épreuve  | Performance     |
| ---- | ------------------------------ | -------------- | -------- | -------- | --------------- |
| 2012 | Championnats d'Afrique         | Porto-Novo     | 3e       | 10 000 m | 32 min 48 s 36  |
| 2015 | Championnats du monde          | Pékin          | 8e       | 10 000 m | 31 min 51 s 35  |
| 2016 | Championnats du monde en salle | Portland       | 7e       | 3 000 m  | 9 min 01 s 86   |
| 2016 | Jeux olympiques                | Rio de Janeiro | 5e       | 10 000 m | 30 min 7 s 78   |
| 2018 | Marathon de Paris              | Paris          | 1re      | Marathon | 2 h 22 min 59 s |

### Records
| Épreuve  | Performance    | Lieu           | Date             |
| -------- | -------------- | -------------- | ---------------- |
| 3 000 m  | 8 min 38 s 01  | Bruxelles      | 5 septembre 2014 |
| 5 000 m  | 14 min 39 s 49 | Monaco         | 18 juillet 2014  |
| 10 000 m | 30 min 7 s 78  | Rio de Janeiro | 12 août 2016     |